# Ounans
Ounans település Franciaországban, Jura megyében. Lakosainak száma 330 fő (2022. január 1.). Ounans Santans, Chamblay, La Ferté, Molamboz, Montbarrey, Vadans és Vaudrey községekkel határos.

## Népesség
A település népességének változása:
| Lakosok száma | 328  | 321  | 323  | 327  | 380  | 365  | 369  | 349  | 340  | 330  |
|               | 1968 | 1982 | 1990 | 2006 | 2013 | 2015 | 2017 | 2019 | 2020 | 2022 |